# キングストンタウン
キングストンタウン (Kingston Town) は、オーストラリアの競走馬である。1979年から1982年にかけてオーストラリアの大レースを勝ちまくり、コックスプレート3連覇、AJCダービー、シドニーカップなどG1競走14勝をあげた。オーストラリア競馬の殿堂馬の一頭。

## 経歴
神経質な気性のためかデビュー戦では最下位に敗れたが、去勢を受けた2戦目から快進撃を始めた。以後は1980年代オセアニア最強馬と呼ばれるまでに成長していく。特に右回りは大の得意で、右回りとなるシドニー開催はデビュー戦こそ負けているものの、1982年のチェルムスフォードステークスで負けるまで一度も負けなかった。対して左回りはあまり得意ではなく、コックスプレートは3連覇を達成しているが、オセアニア最大のレースとされるメルボルンカップは1度も勝つことはできなかった。これは生まれつき足が曲がっていたためと言われている。
1983年にはアメリカ遠征を敢行したが、持病であった屈腱炎を悪化させてしまい結局一度も出走することなく引退した。この屈腱炎も足が曲がっていたため負担がかかってしまったのだろうと言われている。
引退後は数々の記念行事に参加するなど功労馬としての余生を送っていたが、1991年足の怪我が手の施しようがないほど悪化し安楽死の処置が執られた。

## 血統表
| キングストンタウンの血統（スターキングダム系 / Hyperion5×5.5=9.38%） | キングストンタウンの血統（スターキングダム系 / Hyperion5×5.5=9.38%） | キングストンタウンの血統（スターキングダム系 / Hyperion5×5.5=9.38%） | （血統表の出典） | （血統表の出典） |
| 父 Bletchingly 1970 黒鹿毛                                           | 父の父Biscay 1965 栗毛                                               | Star Kingdom                                                         | Stardust         | Stardust         |
| 父 Bletchingly 1970 黒鹿毛                                           | 父の父Biscay 1965 栗毛                                               | Star Kingdom                                                         | Impromptu        |                  |
| 父 Bletchingly 1970 黒鹿毛                                           | 父の父Biscay 1965 栗毛                                               | Magic Symbol                                                         | Makarpura        | Makarpura        |
| 父 Bletchingly 1970 黒鹿毛                                           | 父の父Biscay 1965 栗毛                                               | Magic Symbol                                                         | Magic Wonder     |                  |
| 父 Bletchingly 1970 黒鹿毛                                           | 父の母Coogee 1959 鹿毛                                               | Relic                                                                | War Relic        | War Relic        |
| 父 Bletchingly 1970 黒鹿毛                                           | 父の母Coogee 1959 鹿毛                                               | Relic                                                                | Bridal Colors    |                  |
| 父 Bletchingly 1970 黒鹿毛                                           | 父の母Coogee 1959 鹿毛                                               | Last Judgement                                                       | Fair Trial       | Fair Trial       |
| 父 Bletchingly 1970 黒鹿毛                                           | 父の母Coogee 1959 鹿毛                                               | Last Judgement                                                       | Faustina         |                  |
| 母 Ada Hunter 1970 鹿毛                                              | 母の父Andrea Mantegna 1961 鹿毛                                      | Ribot                                                                | Tenerani         | Tenerani         |
| 母 Ada Hunter 1970 鹿毛                                              | 母の父Andrea Mantegna 1961 鹿毛                                      | Ribot                                                                | Romanella        |                  |
| 母 Ada Hunter 1970 鹿毛                                              | 母の父Andrea Mantegna 1961 鹿毛                                      | ANgela Rucellai                                                      | Rockefella       | Rockefella       |
| 母 Ada Hunter 1970 鹿毛                                              | 母の父Andrea Mantegna 1961 鹿毛                                      | ANgela Rucellai                                                      | Aristareta       |                  |
| 母 Ada Hunter 1970 鹿毛                                              | 母の母Almah 1957                                                     | Alycidon                                                             | Donatello        | Donatello        |
| 母 Ada Hunter 1970 鹿毛                                              | 母の母Almah 1957                                                     | Alycidon                                                             | Aurora           |                  |
| 母 Ada Hunter 1970 鹿毛                                              | 母の母Almah 1957                                                     | Gradisca                                                             | Goya             | Goya             |
| 母 Ada Hunter 1970 鹿毛                                              | 母の母Almah 1957                                                     | Gradisca                                                             | Phebe F-No.12-b  |                  |